# Carrickmacross

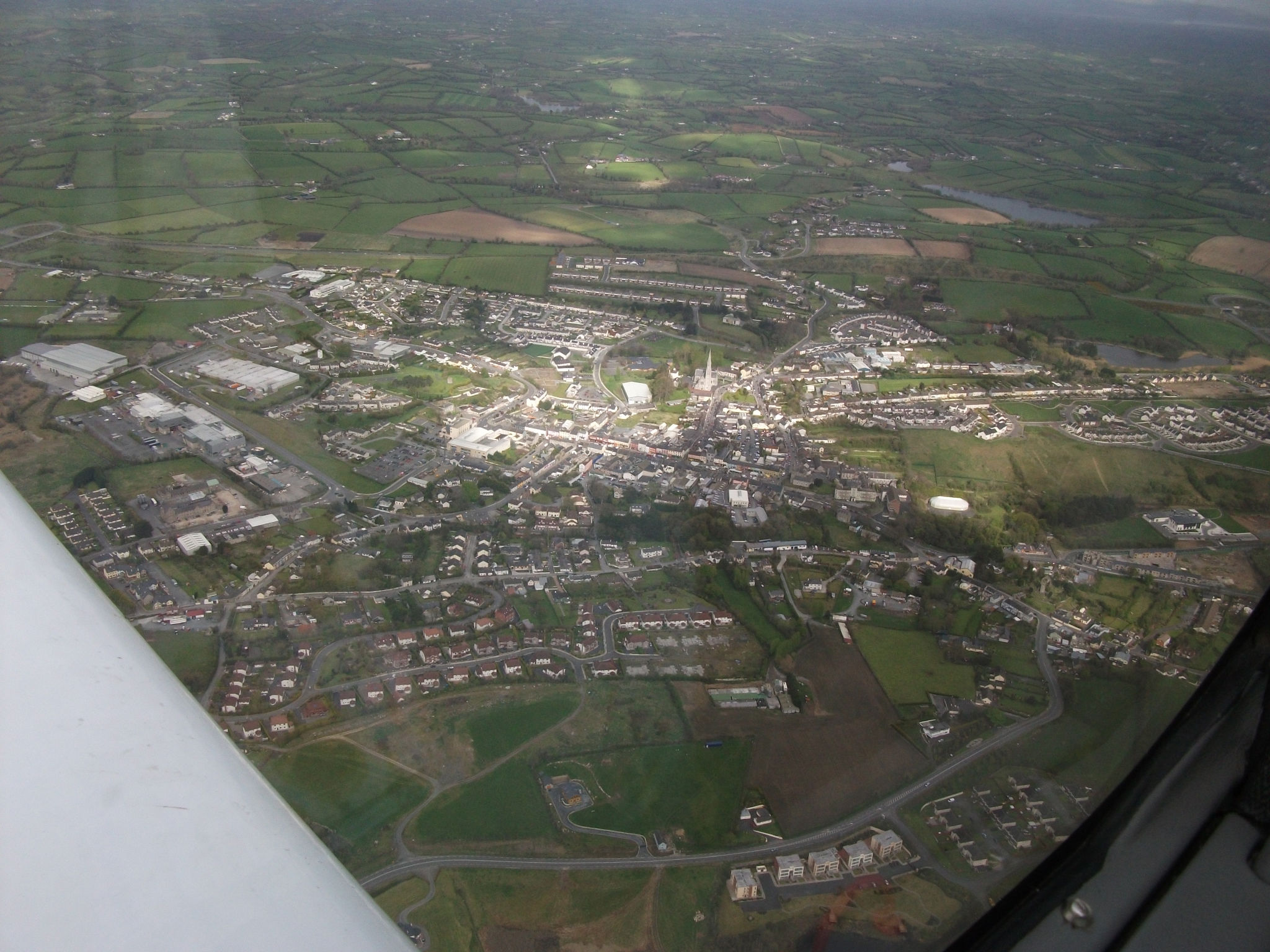
Fotografía aérea de Carrickmacross tomada el 12 de abril del 2012

Carrickmacross, llamado Carrick o CMX por pobladores locales, es una ciudad en el condado de Monaghan, Irlanda, cuyo nombre traducido significa La roca de la llanura arbolada. Tenía una población de 5.066 (incluyendo área rural) (censo 2006). La ciudad ganó la prestigiosa Medalla de Plata europea Entente Florale. Carrick es una ciudad comercial que se desarrolló en torno a un castillo construido por el conde de Essex en 1630. Hoy en el sitio donde se ubicaba el castillo se alza el Convento de las Monjas de San Luis.
Las monjas fueron en gran medida responsables de la reactivación de la artesanía de encaje y las competencias en la región y el encaje de la Cooperativa Carrickmacross ha sido fundamental para mantener la tradición viva hasta hoy.

## Sitio de interés
- Uno de los más imponentes edificios de la ciudad es la iglesia católica que se terminó en 1866. Se destacan en la iglesia los diez hermosos vitrales que fueron diseñados por el famoso artista Harry Clarke en 1925.

- Iglesia Magheross, que se encuentra en las afueras de la ciudad.

## Cultura
Los cuatro miembros del grupo de música de estilo indie-pop The Flaws se conocieron siendo compañeros de colegio en Carrickmacross.

## Transporte
La estación de ferrocarril de Carrickmacross fue inaugurada el 31 de julio de 1886, fue cerrada para el tráfico de pasajeros el 10 de marzo de 1947, y, finalmente clausurada por completo el 1 de enero de 1960.

## Deporte
- Carrickmacross Emmets es el equipo de fútbol gaélico.
- Carrick Ases es el Club de atletismo local con una membresía de aproximadamente 100.

## Educación
Hay tres escuelas primarias en Carrickmacross. St Josephs, que está situado cerca de San Macartans Villas es una escuela exclusiva para niños, antiguamente estuvo administrado por los Hermanos Patricios.
Bunscoil Lughaidh Naofa que se encuentra en Cloughvalley es una escuela exclusiva para niñas, estuvo administrado por las monjas de San Luis que se establecieron en Carrickmacross en 1888.
Scoil Rois es la Gaelscoil en Carrickmacross es una escuela mixta, recientemente han construido nuevas edificaciones, se trasladaron desde el Convento de la Avenida de Cloughvalley y ahora están frente a Bunscoil Lughaidh Naofa.
La escuela secundaria Patricia es una de las tres escuelas secundarias en Carrickmacross, fue creada por los Hermanos Patricios. El Inver College, llamado el TEC, es una escuela secundaria mixta situada en la Castleblayney Rd. Y el Convento de San Luis es una escuela exclusivamente para niñas, fundado por las monjas de San Luis.

## Hermanamiento
El siguiente lugar es hermanados con Carrickmacross:
- Carhaix, Francia